# Championnat du monde des voitures de sport 1982
1981 1983
Le Championnat du monde des voitures de sport 1982 est la 30e saison du Championnat du monde des voitures de sport (WSC) FIA ou Championnat du monde d'endurance. Il est réservé aux voitures du Groupe C et également aux Groupe B, Groupe 5, Groupe 6, IMSA GTX, IMSA GTO, GT, et classe T, bien qu'aucune de ces voitures n'ait été incluse dans le championnat constructeur WSC. Il s'est couru du 12 avril 1982 au 17 octobre 1982, comprenant huit courses.

## Calendrier
| Manche | Course                                                  | Circuit                      | Participants | Date          |
| ------ | ------------------------------------------------------- | ---------------------------- | ------------ | ------------- |
| 1      | 1 000 km de Monza - Trofeo Filippo Caracciolo           | Autodromo Nazionale di Monza | 27           | 18 avril      |
| 2      | 6 Heures de Silverstone - The Pace Petroleum            | Circuit de Silverstone       | 39           | 16 mai        |
| 3      | 1 000 km du Nürburgring - Rudolf Caracciola Wanderpreis | Nürburgring                  | 51           | 30 mai        |
| 4      | 24 Heures du Mans                                       | Le Mans                      | 55           | 19 au 20 juin |
| 5      | 1 000 km de Spa - Trophée Diners Club                   | Circuit de Spa-Francorchamps | 36           | 5 septembre   |
| 6      | 1 000 km de Mugello - Trofeo Banca Toscana†             | Circuit du Mugello           | 19           | 19 septembre  |
| 7      | 6 Heures de Fuji - WEC in Japan†                        | Fuji Speedway                | 38           | 3 octobre     |
| 8      | 1 000 km de Brands Hatch - Shell Oils†                  | Circuit de Brands Hatch      | 33           | 17 octobre    |

† - Course où les points constructeur n'ont pas été distribués.

## Résultats de la saison

### Attribution des points
Les points sont distribués aux dix premiers de chaque course dans l'ordre de 20-15-12-10-8-6-4-3-2-1 points, toutefois :
- Les pilotes qui ne conduisent pas la voiture dans un certain pourcentage de tours dans une course n'ont pas droit aux points.
- Les constructeurs ne reçoivent les points que de leur voiture la mieux classée, les autres voitures du même constructeur ne marquant aucun point, cependant les points sont attribués aux pilotes de ces voitures.
- Le pilote et les équipes ne marquent pas de points s'ils n'accomplissent pas 90 % de la distance du vainqueur.

### Courses
| Manche | Circuit           | Équipe vainqueur C                         | Résultats |
| Manche | Circuit           | Pilote vainqueur C                         | Résultats |
| ------ | ----------------- | ------------------------------------------ | --------- |
| 1      | Monza             | Automobiles Jean Rondeau                   | Résultats |
| 1      | Monza             | Henri Pescarolo Giorgio Francia            | Résultats |
| 2      | Silverstone       | Martini Racing                             | Résultats |
| 2      | Silverstone       | Michele Alboreto Riccardo Patrese          | Résultats |
| 3      | Nürburgring       | Martini Racing                             | Résultats |
| 3      | Nürburgring       | Michele Alboreto Riccardo Patrese Teo Fabi | Résultats |
| 4      | Le Mans           | Rothmans Porsche                           | Résultats |
| 4      | Le Mans           | Jacky Ickx Derek Bell                      | Résultats |
| 5      | Spa-Francorchamps | Rothmans Porsche                           | Résultats |
| 5      | Spa-Francorchamps | Jacky Ickx Jochen Mass                     | Résultats |
| 6      | Mugello           | Martini Racing                             | Résultats |
| 6      | Mugello           | Piercarlo Ghinzani Michele Alboreto        | Résultats |
| 7      | Fuji              | Rothmans Porsche                           | Résultats |
| 7      | Fuji              | Jacky Ickx Jochen Mass                     | Résultats |
| 8      | Brands Hatch      | Rothmans Porsche                           | Résultats |
| 8      | Brands Hatch      | Jacky Ickx Jochen Mass                     | Résultats |

### Championnat du monde des constructeurs
Il n' y a qu'un seul classement, toutes catégories confondues.
Le constructeur de châssis et le constructeur de moteur ont été considérés en tant que constructeur simple, ainsi un châssis avec des moteurs différents fait partie du classement.
Bien que l'ancien groupe 6 soit autorisé à participer, aucun point ne sera distribué parce que ce groupe se s'aligne pas sur les règles du groupe C. Ceci sera valable notamment pour Lancia.
Les points constructeur n'ont pas été attribués pour les manches 6, 7 et 8.
| Pos | Châssis | Moteur       | 1  | 2  | 3  | 4  | 5  | Total |
| --- | ------- | ------------ | -- | -- | -- | -- | -- | ----- |
| 1   | Porsche | Porsche      |    | 20 | 15 | 20 | 20 | 75    |
| 2   | Rondeau | Ford         | 20 | 12 | 20 | 8  | 10 | 70    |
| 3   | Nimrod  | Aston Martin |    | 10 |    | 10 | 4  | 24    |
| 4   | WM      | Peugeot      | 15 | 6  |    |    |    | 21    |
| 5   | Ford    | Ford         |    | 8  |    |    | 2  | 10    |
| 6   | Sauber  | Ford         |    | 4  |    |    | 6  | 10    |
| 7   | Lola    | Ford         |    | 3  |    |    |    | 3     |

### Championnat du monde des pilotes
Il n' y a qu'un seul classement, toutes catégories confondues.
| Pos | Pilote           | Constructeur           | Écurie                                                      | 1  | 2  | 3  | 4  | 5  | 6  | 7  | 8  | Total |
| --- | ---------------- | ---------------------- | ----------------------------------------------------------- | -- | -- | -- | -- | -- | -- | -- | -- | ----- |
| 1   | Jacky Ickx       | Porsche                | Rothmans Porsche                                            |    | 15 |    | 20 | 20 |    | 20 | 20 | 95    |
| 2   | Riccardo Patrese | Lancia                 | Martini Racing                                              |    | 21 | 21 |    | 13 |    | 16 | 16 | 87    |
| 3   | Derek Bell       | Porsche                | Rothmans Porsche                                            |    | 15 |    | 20 | 15 |    |    | 20 | 70    |
| 4   | Teo Fabi         | Lancia                 | Martini Racing                                              |    |    | 21 |    | 13 |    | 16 | 16 | 66    |
| 5   | Michele Alboreto | Lancia                 | Martini Racing                                              |    | 21 | 21 |    |    | 21 |    |    | 63    |
| 6   | Henri Pescarolo  | Rondeau Sauber Porsche | Automobiles Jean Rondeau GS Racing/Walter Brun Joest Racing | 20 | 8  | 15 |    | 3  | 12 |    | 3  | 61    |
| 7   | Jochen Mass      | Porsche                | Rothmans Porsche                                            |    |    |    | 15 | 20 |    | 20 |    | 55    |
| 8   | Giorgio Francia  | Rondeau Osella         | Automobiles Jean Rondeau Scuderia Mirabella                 | 20 | 11 |    |    | 7  | 11 |    |    | 49    |
| 9=  | Rolf Stommelen   | Porsche Rondeau        | Porsche Kremer Racing Automobiles Jean Rondeau              | 15 |    | 15 |    |    |    |    |    | 30    |
| 9=  | Vern Schuppan    | Porsche                | Rothmans Porsche                                            |    |    |    | 15 | 15 |    |    |    | 30    |